# 恰索沃伊島
恰索沃伊島是俄羅斯的島嶼，屬於北地群島的一部分，位於共青團員島和十月革命島之間的拉普捷夫海，由克拉斯諾亞爾斯克邊疆區負責管轄，長0.2公里，島上無人居住。